# Willem I van Citters
Willem I van Citters (ur. 7 października 1685 w Westminsterze, zm. 28 listopada 1758 w Middelburgu) -  polityk holenderski. 
Był synem dyplomaty Aernout'a van Cittersa, który pełnił funkcję ambasadora Holandii w Londynie gdy Wilhelm III Orański został angielskim królem (1689), młodszym bratem Caspara van Cittersa. Jego synem był Willem II van Citters.
Od 1747 roku Willem I van Citters był reprezentantem prowincji Zelandia na obradach Stanów Generalnych. Normalnie Zelandia i Holandia zablokowałyby wybór stadhoudera, ale w 1747 van Citters uznał, że silna władza przydałaby się, i tak wybrany został Wilhelm IV Orański.